# رنه آدلر
رنه آدلر (به آلمانی: René Adler) (زادهٔ ۱۵ ژانویه ۱۹۸۵ در لایپزیک، زاکسن) بازیکن فوتبال آلمانی بود.
وی باشگاه فوتبال بایر ۰۴ لورکوزن ،هامبورگ و ماینتس را در سابقه کارنامه خود دارد.
آدلر در فصل ۲۰۱۸_۲۰۱۷ در پست دروازه بان فوتبال خداحافظی کرد. در مجموع او در ۲۶۹ بازی در لیگ برتر آلمان حضور داشت.

## زندگی ورزشی

### دوران باشگاهی
او فوتبال را زمانی که ۶ سال داشت، از تیم نوجوانان باشگاه محل زادگاهش فا اف بی لایپزیک آغاز کرد و مدت ۹ سال عضو این تیم بود.

#### بایر لورکوزن
آدلر در سال ۲۰۰۰ مورد توجه مسئولان باشگاه بایر لورکوزن قرار گرفت و مدت سه سال عضو تیم جوانان این باشگاه بود، پس از آن آدلر به تیم دو باشگاه راه یافت و از سال ۲۰۰۳ به‌طور متناوب در ترکیب تیم اصلی لورکوزن نیز بازی می‌کرد، پس از جدایی هانس یورگ بوت سنگربان اصلی باشگاه لورکوزن او تبدیل به شماره یک باشگاه لورکوزن شد و پس از آن نقشی مؤثر در ترکیب این تیم ایفا کرد.

#### هامبورگ
در سال ۲۰۱۲، آدلر به هامبورگ پیوست و به مدت پنج سال در این تیم بازی کرد. او همچنان به عنوان یکی از بهترین دروازه‌بانان بوندس‌لیگا شناخته می‌شد.

#### ماینتس ۰۵
در سال ۲۰۱۷، او به ماینتس ۰۵ منتقل شد و تا زمان بازنشستگی در سال ۲۰۱۹ در این تیم بازی کرد.به طور کلی او در ۲۶۹ مسابقه لیگ برتر آلمان ظاهر شد

### دوران ملی
او در سال ۲۰۰۵ به تیم ملی زیر ۲۱ سال آلمان دعوت شد. او همراه تیم ملی آلمان در رقابتهای قهرمانی فوتبال اروپا ۲۰۰۸ عضو تیم ملی بود. او همچنین چندین بار به عنوان دروازه‌بان اول به عنوان بازیکن فیکس و ذخیره برای تیم ملی اش به میدان رفته است.

## افتخارات

### شخصی
- بهترین دروازه‌بان بوندس لیگا: ۲۰۰۸

### ملی
- تیم ملی آلمان
  - مسابقات قهرمانی فوتبال اروپا: نائب قهرمان ۲۰۰۸

## بازنشستگی
رنه آدلر در سال ۲۰۱۹ از فوتبال حرفه‌ای بازنشسته شد. پس از بازنشستگی، او به فعالیت‌های دیگری از جمله تحلیل فوتبال و فعالیت‌های رسانه‌ای روی آورد.